# Zona Oeste de São Paulo
A Zona Oeste de São Paulo ou simplesmente ZO é uma região administrativa estabelecida pela Prefeitura de São Paulo englobando as Subprefeituras da Lapa, de Pinheiros e do Butantã.
A região é composta por três Prefeituras Regionais:
- Subprefeitura do Butantã, distritos: Butantã, Morumbi, Vila Sônia, Raposo Tavares e Rio Pequeno.
- Subprefeitura da Lapa, distritos: Lapa, Barra Funda, Perdizes, Vila Leopoldina, Jaguaré e Jaguara.
- Subprefeitura de Pinheiros, distritos: Pinheiros, Alto de Pinheiros, Itaim Bibi e Jardim Paulista.

É banhada pelos rios Tietê e Pinheiros. Possui alguns dos maiores metros quadrados da cidade, distritos com intensa arborização, sendo residência principal das classes classe média-alta e alta. Além disso, abriga o maior campus da Universidade de São Paulo, chamado Cidade Universitária Armando de Salles Oliveira e o Instituto Butantan, referência em pesquisas sobre fauna e flora. Outrossim abriga um farto repertório de atrações culturais e é uma das mais diversificadas do município. Conta com estádios de futebol Allianz e do Morumbi, diversos museus, centros comerciais, o , Memorial da América Latina sedes de importantes meios de comunicação, parques tradicionais e atrações turísticas. Possui diversos distritos financeiros: Vila Olímpia, Brooklin Novo, Itaim Bibi, entre as avenidas Berrini, Nações Unidas (Marginal Pinheiros), Chucri Zaidan, Faria Lima e Juscelino Kubitschek.
Há 15 principais parques, com grande destaque para o Parque da Água Branca e principalmente ao Parque Villa-Lobos, que é hoje o segundo principal parque do município e um dos maiores e mais frequentados do país, e ao Parque do Povo. Além disso, a região possui diversas praças tradicionais com grande contexto histórico e cultural como a Praça Elis Regina e a Praça Benedito Calixto, que contam com famosas feiras culturais e de artesanato, e a Praça Pôr do Sol que oferece o panorama da região.

## História

### Periodo pré-colonial
No período pré-colonial, a região era habitada por povos indígenas do tronco tupi-guarani, que utilizavam as margens dos rios para pesca, agricultura e circulação entre aldeias. Essas populações estabeleceram trilhas e práticas de manejo do território que influenciaram a posterior ocupação colonial, deixando marcas na paisagem e na toponímia local. A relação desses povos com o ambiente era marcada pela adaptação às várzeas e matas, sendo fundamental para a configuração inicial do espaço antes da chegada dos colonizadores europeus.
Diversos locais da região têm nomes de origem indígena, preservando a memória dos povos originários na paisagem urbana. O distrito do Jaguaré, por exemplo, deriva do tupi e pode significar “lugar onde existem onças”, em referência aos felinos que habitavam a região, embora também haja hipóteses como “cão fedorento” (îagûarema) ou designação de uma espécie de animal. Morumbi, outro importante distrito, tem origem tupi e pode ser interpretado como “lugar de morros verdes” (maromby) ou “luta oculta” (marâ-bi). O nome Butantã é uma corruptela de termos indígenas como Ybytatá, Uvatantan ou Ubitatá, que significam “terra dura” ou “terra socada”.. Já o distrito do Rio Pequeno recebeu esse nome devido ao Córrego Pirajuçara, palavra tupi que significa “pequeno peixe” ou “rio pequeno”, sendo o córrego uma referência marcante para a denominação do bairro. Esses topônimos indígenas geralmente fazem menção a elementos naturais, como rios, animais e características do relevo, e são parte fundamental da identidade da ZO.

### Brasil-Colônia
A região de Pinheiros é considerada pela maioria dos historiadores como o primeiro bairro de São Paulo, tanto por suas origens indígenas quanto portuguesas. Após a chegada dos jesuítas ao planalto que originaria a cidade, um grupo indígena instalou-se, por volta de 1560, às margens do rio Grande — posteriormente chamado de rio Pinheiros —, supostamente no local hoje ocupado pelo Largo de Pinheiros.
A área fazia parte de uma grande sesmaria doada por Martim Afonso de Sousa a Pero de Góis em 1532, cujas terras iam do Butantã à cabeceira do riacho Água Branca, passando em 1584 para Fernão Dias Paes, que foi um dos responsáveis pela expulsão provisória dos jesuítas, devido à discordância sobre a escravização dos indígenas. Sobre a origem do nome "Pinheiros", há divergências: a versão mais aceita relaciona-se à presença de araucárias, mas há quem defenda que deriva do termo tupi "Pi-iêrê", que significa "derramado", em referência às enchentes do rio. Parte da antiga taba indígena ficava no atual Largo da Batata, local protegido das inundações, e ali foi erguida a igreja de Nossa Senhora da Conceição para catequese. A Aldeia dos Pinheiros, isolada pela topografia, tornou-se ponto estratégico de travessia do rio e passagem de caminhos indígenas e bandeirantes, destacando-se ainda pela construção de uma ponte, substituída por uma de metal em 1865 devido às enchentes recorrentes

### Século XVII
No início do século XVII, o Caminho de Pinheiros — atualmente correspondente à Rua da Consolação, parte alta da Avenida Rebouças e Rua dos Pinheiros — era um dos principais acessos da Vila de São Paulo, sendo o único caminho para a aldeia de Pinheiros e para as terras além do rio. O desenvolvimento econômico e populacional da região foi impulsionado pelo Sítio do Capão, propriedade produtiva localizada nas terras da antiga sesmaria, especialmente sob o comando de Fernão Dias Pais Leme, o "Caçador de Esmeraldas". A região também abrigou diversos quilombos, que serviam de refúgio para escravizados fugitivos e, posteriormente, para assaltantes que atacavam viajantes, sobretudo no século XVIII. Apesar de solicitada desde 1632, a construção de uma ponte de madeira sobre o rio só ocorreu no século XVIII, ligando Pinheiros a Parnaíba, Cotia, Itu e Sorocaba; essa ponte era frequentemente destruída por enchentes, cabendo aos moradores das vilas vizinhas arcar com sua reconstrução, até que uma ponte de metal foi erguida em 1865. Além disso, os moradores também custeavam a manutenção do Caminho de Pinheiros, fundamental para a ligação com o centro da vila de Piratininga.

### Século XVIII
No século XVIII, a região de Pinheiros e distritos vizinhos consolidou-se como importante área de passagem e abastecimento para a cidade de São Paulo, com a intensificação do uso do Caminho de Pinheiros e a construção da ponte de madeira sobre o rio, que facilitava o acesso a cidades como Parnaíba, Cotia, Itu e Sorocaba. Em 1786, iniciou-se a construção de uma estrada ligando Pinheiros aos campos de Santo Amaro, via que corresponde atualmente à Avenida Brigadeiro Faria Lima; posteriormente, essa estrada foi estendida até a Lapa, recebendo o nome de Estrada da Boiada, hoje identificada pelos trechos da Rua Fernão Dias, Rua dos Macunis e Avenida Diógenes Ribeiro de Lima. O crescimento econômico foi impulsionado pela produção agrícola e pecuária das chácaras e sítios, além da presença de quilombos, que continuaram a abrigar escravizados fugitivos e, em alguns casos, assaltantes. O século também marcou o início das primeiras iniciativas de planejamento urbano no Brasil, refletindo-se na organização dos caminhos e na manutenção das estruturas viárias da região, fundamentais para o desenvolvimento da cidade de São Paulo.
A região do Butantã foi, desde o período colonial, uma importante rota de passagem de bandeirantes e jesuítas que se dirigiam ao interior do país. Em 1607, Afonso Sardinha instalou ali o primeiro trapiche de açúcar da vila de São Paulo, em uma sesmaria que recebeu diversas denominações ao longo do tempo, como Ybytatá, Uvatantan, Ubitatá e, finalmente, Butantã. Após a expulsão dos jesuítas do Brasil, em 1759, as terras foram confiscadas e vendidas, sendo que um dos últimos proprietários foi a família Vieira de Medeiros, que as vendeu para a Companhia City Melhoramentos em 1915, responsável pela urbanização das margens do Rio Pinheiros. Destacam-se na região duas construções históricas tombadas, a Casa do Sertanista (século XVII) e a Casa do Bandeirante (século XVIII), que testemunham a ocupação antiga do território. 

### Século XIX

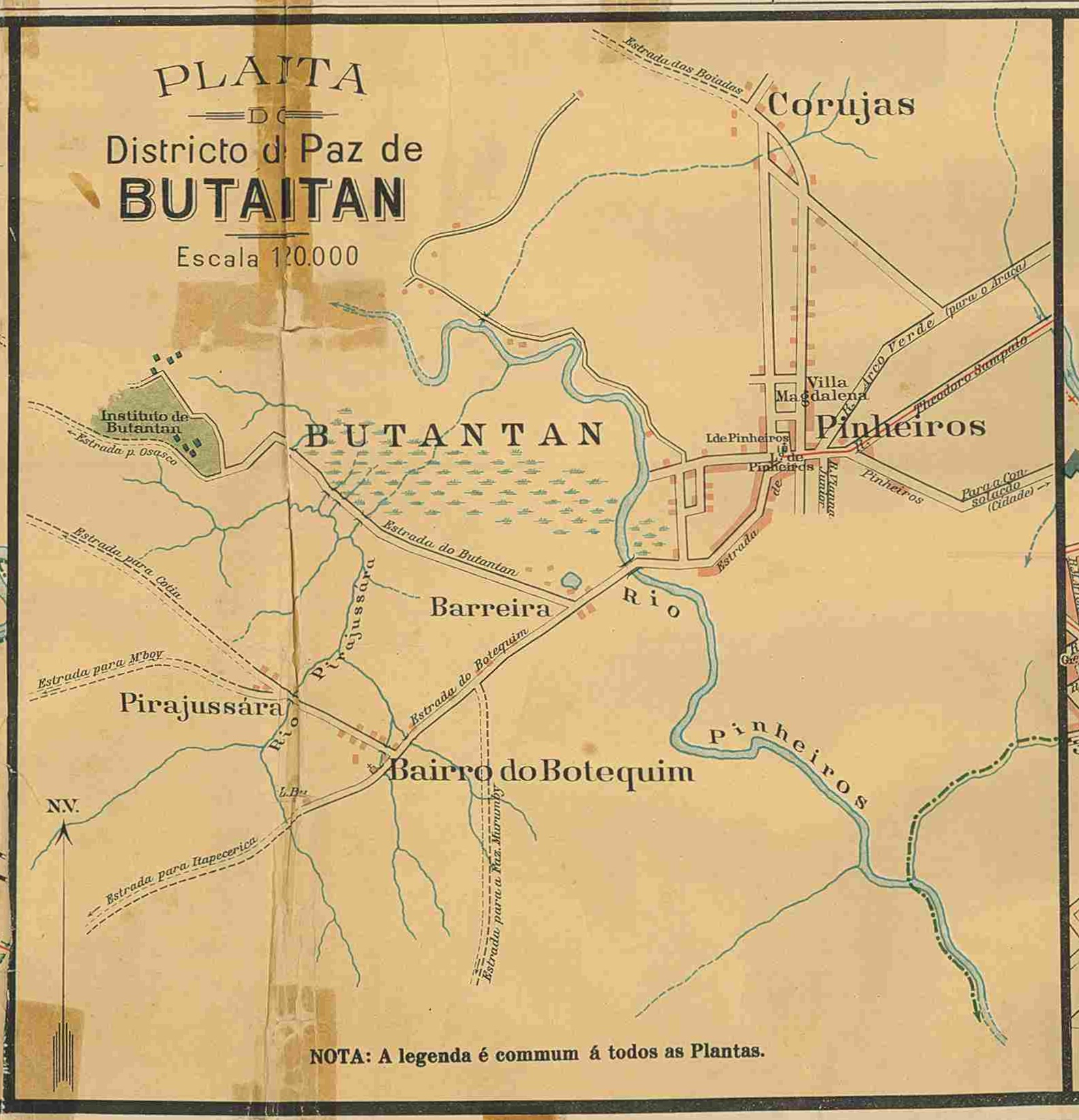
Bairros de Pinheiros e Butantã em 1913

Neste século, a região de Pinheiros e distritos vizinhos passou por um processo de transformação, acompanhando o crescimento urbano e econômico da cidade de São Paulo. Apesar disso, foi pouco habitada ao longo do século, chegando ao seu final com cerca de 200 casas. A primeira padaria foi inaugurada em 1890 e a segunda em 1900. Era um ponto de parada para tropeiros e a economia local era baseada na agricultura, carvoarias e, devido à excelente argila, olarias. Nessas olarias eram fabricados tijolos e telhas que, aos poucos, foram substituindo o pau a pique nas construções de toda a cidade de São Paulo. A construção da ponte de metal sobre o rio Pinheiros, em 1865, facilitou o trânsito de pessoas e mercadorias, consolidando o bairro como importante eixo de ligação entre o centro e o interior. Além disso, o século XIX foi marcado pelo início da urbanização mais intensa, com a subdivisão de antigas chácaras e sítios em lotes urbanos, preparando o terreno para a expansão populacional e a modernização que caracterizariam as décadas seguintes.
Os distritos de Itaim Bibi, Perdizes, Lapa e Barra Funda compartilham origens rurais, com grandes propriedades e chácaras que, ao longo do século XIX e início do XX, foram loteadas e deram origem a núcleos urbanos impulsionados pela chegada de imigrantes italianos e portugueses. Em todos, a urbanização foi marcada pela presença de pequenas vilas, produção agrícola e, posteriormente, pelo desenvolvimento do comércio e da indústria. A chegada das ferrovias e bondes, como na Lapa e Barra Funda, acelerou o crescimento, atraindo indústrias e diversificando a população. O Itaim Bibi e Perdizes (distrito de São Paulo) mantiveram, até o início do século XX, características de bairros tranquilos e afastados, enquanto a Lapa e Barra Funda se destacaram como polos industriais e de transporte, com intensa atividade econômica e cultural, além de receberem grandes equipamentos urbanos e culturais ao longo do século XX..

### Século XX

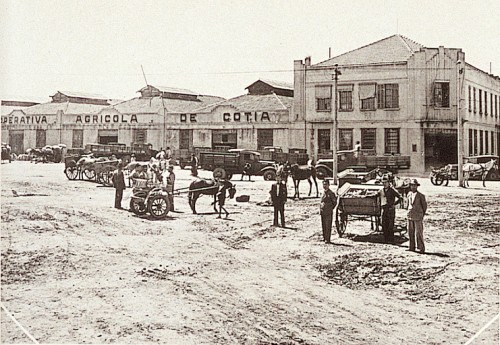
Instalações da Cooperativa Agrícola de Cotia (década de 1920) no Largo da Batata, onde os agricultores de Cotia comercializavam batatas e outros produtos agrícolas

A linha de bonde ligando Pinheiros ao centro da cidade foi iniciada em 1904 e, passando pelo cemitério do Araçá, chegava até o cruzamento da rua Teodoro Sampaio com a Capote Valente. Como não havia um pátio de manobras, os bancos do bonde eram virados. O Largo de Pinheiros foi alcançado apenas em 1909, após drenagem e aterro em toda a área entre os dois pontos. O Mercado de Pinheiros foi inaugurado em 1910 e consistia em uma área cercada por arame farpado com pequeno galpão no centro, onde agricultores locais e de cidades vizinhas comercializavam seus produtos. A área entre o Mercado e o Largo de Pinheiros, que passou a receber agricultores de Cotia (predominantemente japoneses) para a venda de batatas, ficou conhecida como Largo da Batata.
A urbanização e o desenvolvimento econômico tiveram início com o ciclo do café, sendo impulsionados por imigrantes italianos no final do século XIX e, posteriormente, japoneses no século XX. O início da construção da Estrada São Paulo-Paraná (futura Rodovia Raposo Tavares), em 1922, acelerou o desenvolvimento e atraiu agricultores para o Mercado de Pinheiros. O bairro firmou-se como região de classe média, com forte presença de comércio e indústrias. Por volta de 1920, foi fundada a Sociedade Hípica Paulista, importante ponto de encontro da elite paulistana. Em 1915, um acordo entre o governo estadual e a Fundação Rockefeller viabilizou a construção da Faculdade de Medicina e do Hospital das Clínicas, inaugurado em 1944, consolidando a região como referência em saúde e ensino superior.

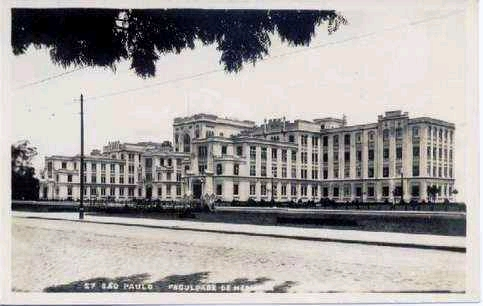
Foto posterior a 1930 do edifício sede da Faculdade de Medicina da USP.

No século XX, consolidou-se como um dos principais polos educacionais, culturais, esportivos e urbanos da cidade. A criação da Universidade de São Paulo (USP) em 1934 e a implantação da Cidade Universitária Armando de Salles Oliveira, no Butantã, a partir dos anos 1960, transformaram a região em referência nacional e internacional em ensino e pesquisa, abrigando unidades como a Faculdade de Medicina da Universidade de São Paulo, o Instituto de Física, a Escola Politécnica e o Hospital das Clínicas da Faculdade de Medicina da Universidade de São Paulo, maior complexo hospitalar da América Latina.
Em Perdizes (distrito de São Paulo) destacou-se com a Pontifícia Universidade Católica de São Paulo (PUC-SP), enquanto em Pinheiros, em Alto de Pinheiros, na Lapa, no Butantã, no Morumbi e no Jardim Paulista, formaram-se bairros planejados (bairro-jardins) como Alto da Lapa, City Butantãpassaram por intensa urbanização, atraindo escolas renomadas, centros culturais e igrejas históricas, atraindo famílias de alto poder aquisitivo e consolidando-se como regiões nobres e arborizadas. A Avenida Rebouças tornou-se importante eixo de ligação entre o centro e a região. O transporte público foi ampliado com a chegada do metrô (Linha 4-Amarela) e a integração de corredores de ônibus, facilitando o acesso à região.

Pátio da Cruz, 22 de agosto de 1950.

Diversos distritos da ZO compartilham trajetórias semelhantes, especialmente no que diz respeito à industrialização e à urbanização ao longo do século XX. Vila Leopoldina, Jaguaré e Rio Pequeno, por exemplo, foram marcados pela presença de fábricas, galpões logísticos e ocupação de várzeas do Rio Pinheiros, passando nas últimas décadas por processos de requalificação urbana e verticalização, com muitos desses antigos espaços industriais sendo transformados em áreas residenciais e de inovação, conforme previsto pelo Plano de Intervenção Urbana (PIU) Arco Pinheiros. Já bairros planejados como Alto de Pinheiros e Alto da Lapa destacam-se pelo urbanismo arborizado e padrão residencial elevado, enquanto distritos como Jaguara e Rio Pequeno mantêm origens ligadas à expansão industrial e hoje buscam diversificação e valorização imobiliária.
Distritos como Itaim Bibi e Vila Leopoldina também passaram por forte transformação: inicialmente áreas de várzea e propriedades rurais, tornaram-se polos industriais e, posteriormente, centros financeiros e residenciais de alto padrão, impulsionados pela abertura de avenidas como Engenheiro Luís Carlos Berrini e Juscelino Kubitschek, além de investimentos públicos em infraestrutura e combate a enchentes.
A Lapa e a Barra Funda, por sua vez, consolidaram-se como importantes polos urbanos e industriais, com forte presença de imigrantes, vilas operárias e equipamentos culturais e esportivos. A Lapa tornou-se referência em comércio, serviços e infraestrutura, enquanto a Barra Funda destacou-se pela diversidade cultural, revitalização urbana e papel central no transporte intermodal, além de abrigar centros culturais e esportivos de destaque.
Já Morumbi e Alto de Pinheiros diferenciam-se pelo padrão elevado de urbanismo, grandes áreas verdes e verticalização recente.  Por outro lado, distritos como Vila Sônia e Raposo Tavares tiveram urbanização mais tardia, com infraestrutura básica chegando apenas a partir da segunda metade do século XX, e hoje passam por valorização imobiliária e expansão residencial.

### Século XXI
O Itaim Bibi se transformou em um dos principais centros financeiros e de alto padrão da cidade, com forte verticalização e valorização imobiliária, enquanto Perdizesconsolidou-se como polo educacional e residencial de classe média. A Lapa manteve sua tradição industrial e comercial, tornando-se um importante centro de serviços, e a Barra Funda destacou-se pela diversidade cultural, presença de equipamentos como o Memorial da América Latina e papel central no transporte intermodal. Cada distrito, portanto, preserva traços comuns de origem rural e imigração, mas desenvolveu vocações urbanas distintas ao longo do século XX. Neste século, consolidou-se como uma das regiões mais dinâmicas e valorizadas da capital, marcada por grandes transformações urbanas, culturais e de lazer. O Jardim das Perdizes exemplifica a revitalização de antigas áreas industriais, tornando-se um bairro planejado com áreas verdes, ciclovias e infraestrutura moderna, atraindo novos moradores e empresas. A região também ganhou destaque com a inauguração de espaços de lazer inovadores, como a Roda Rico, maior roda-gigante da América Latina, instalada no Parque Cândido Portinari, ao lado do Parque Estadual Villa-Lobos, ampliando as opções de entretenimento e turismo.
A Vila Madalena consolidou-se como um dos bairros mais boêmios e criativos da cidade, reconhecido internacionalmente por sua vida noturna, bares, galerias de arte, grafites no Beco do Batman e eventos culturais. Próxima dali, a Praça Pôr do Sol, no Alto de Pinheiros, tornou-se ponto de encontro para contemplação do pôr do sol, piqueniques e atividades ao ar livre, simbolizando a valorização dos espaços públicos e da convivência urbana.
O século XXI também trouxe avanços em mobilidade, com a expansão das linhas de metrô (como a Linha 4 e a futura Linha 6), corredores de ônibus e ciclovias, facilitando o acesso a bairros como Pinheiros, Lapa e Vila Sônia.
Segue sendo um polo de inovação arquitetônica, qualidade de vida e diversidade, reunindo bairros tradicionais e novos empreendimentos, centros culturais, parques, escolas de excelência e uma vibrante cena gastronômica e artística, refletindo o equilíbrio entre modernidade e tradição na metrópole paulistana.
Ainda neste século, o Itaim Bibi consolidou-se como um dos distritos mais valorizados, sendo administrado oficialmente pela Subprefeitura de Pinheiros. Embora popularmente e em algumas reportagens a região ainda seja associada à Zona Sul, a mudança administrativa ocorreu em 2002, durante a gestão Marta Suplicy, quando o distrito deixou de ser parte da Zona Centro-Sul (Zona Sul) e passou a integrar a região.

## Geografia

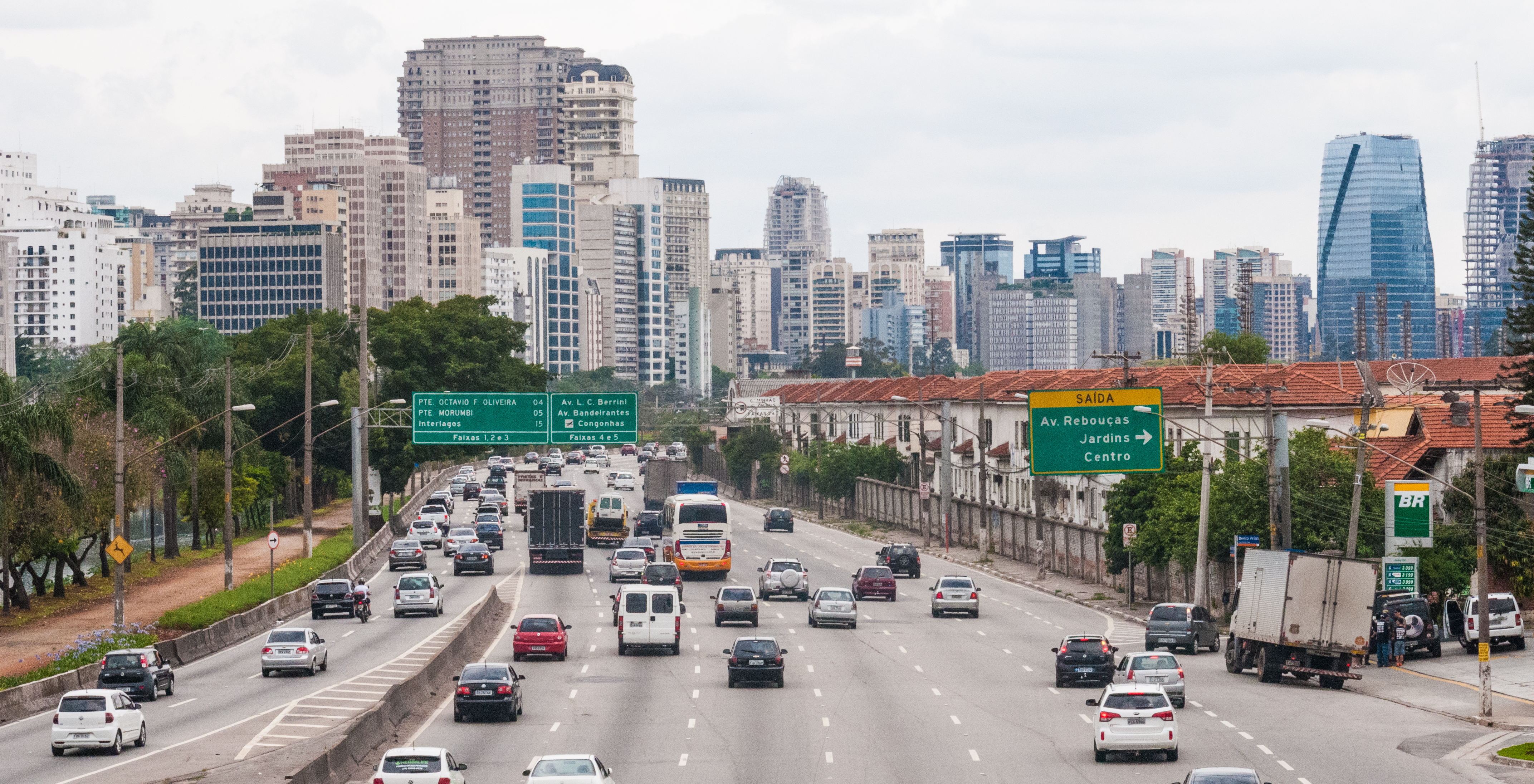
Marginal Pinheiros

Apresenta uma geografia marcada por relevo suavemente ondulado, com áreas de várzea próximas aos rios Pinheiros e Tietê e regiões mais elevadas, como Alto de Pinheiros, Perdizes e Morumbi. O clima predominante é o subtropical úmido, com verões quentes e chuvosos e invernos amenos e secos, típico da cidade de São Paulo. A hidrografia da região é composta principalmente pelo rio Pinheiros, que corta a Zona Oeste de norte a sul, além de córregos como o Pirajuçara, Jaguaré e Rio Pequeno, que historicamente sofreram processos de canalização e poluição devido à urbanização acelerada.
Entre os principais problemas ambientais da região estão as enchentes, especialmente nas áreas de várzea e margens dos rios, a poluição hídrica e a redução das áreas verdes em função da expansão urbana e da verticalização. Apesar disso, a região destaca-se pela presença de importantes parques urbanos, como o Parque Villa-Lobos, Parque da Água Branca, Parque Previdência e Parque Raposo Tavares, que contribuem para a manutenção da biodiversidade local e oferecem áreas de lazer e contato com a natureza para a população.

## Demografia
A demografia é marcada por grande diversidade, reunindo distritos de alta densidade populacional, áreas de urbanização recente e regiões de padrão socioeconômico elevado. A região é composta por distritos como Pinheiros, Lapa, Barra Funda, Perdizes, Jaguaré, Rio Pequeno, Raposo Tavares, Morumbi, Vila Sônia, Itaim Bibi, Butantã, entre outros, administrados principalmente pelas subprefeituras de Pinheiros, Lapa e Butantã.
Integra a Região Metropolitana de São Paulo e historicamente recebeu grande número de migrantes internos, especialmente nordestinos, atraídos pelo desenvolvimento industrial e pelas oportunidades de trabalho nas décadas de 1960 a 1980. Nas últimas décadas, distritos como Barra Funda, Lapa e Butantã passaram a receber também imigrantes internacionais, como bolivianos, haitianos, sírios e africanos, que buscam acesso a serviços, emprego e melhores condições de vida.
A presença de migrantes e imigrantes contribuiu para a formação de comunidades diversas, influenciando a cultura, o comércio e a vida cotidiana dos distritos. A região abriga tanto distritos de alto padrão, como Morumbi, Itaim Bibi e Alto de Pinheiros, quanto distritos populares e de urbanização recente, como Rio Pequeno, Jaguaré e Raposo Tavares, que receberam muitos trabalhadores migrantes e imigrantes ao longo do século XX.
Em relação à segurança pública, a Zona Oeste apresenta índices variados, com distritos de maior vulnerabilidade social enfrentando desafios como aumento de furtos, roubos e violência urbana, especialmente em áreas de periferia e ocupação irregular. Por outro lado, distritos de maior renda contam com maior presença de policiamento e sistemas privados de segurança, refletindo as desigualdades socioespaciais da cidade.
A dinâmica demográfica é marcada por crescimento populacional, envelhecimento da população em distritos tradicionais, presença de migrantes internos e internacionais, e desafios relacionados à integração social, acesso a serviços públicos e segurança, compondo um mosaico urbano típico da Região Metropolitana de São Paulo.
Com a Lei Complementar nº 1.139, de 16 de junho de 2011, aprovada pela Assembleia Legislativa do Estado de São Paulo, e com o Plano de Desenvolvimento Urbano Integrado da Região Metropolitana de São Paulo (PDUI), os municípios da Região Metropolitana de São Paulo passaram a ser zoneados de acordo com as sub-regiões da capital, incluindo a Sub-Região Oeste, que abrange tanto os distritos da Zona Oeste do município de São Paulo quanto municípios vizinhos como Barueri, Carapicuíba, Itapevi, Jandira, Osasco, Pirapora do Bom Jesus e Santana de Parnaíba.

## Economia
A economia é uma das mais dinâmicas e sofisticadas do país, concentrando importantes polos financeiros, empresariais e de inovação. A região abriga avenidas estratégicas como Faria Lima e Engenheiro Luís Carlos Berrini, que se destacam como centros financeiros e tecnológicos, atraindo sedes de bancos, multinacionais, startups e fundos de investimento. Bairros como Itaim Bibi, Vila Olímpia e Brooklin Novo concentram edifícios corporativos de alto padrão, coworkings, hotéis de luxo e centros de convenções, além de serem referência em qualidade de vida e infraestrutura urbana.
O mercado imobiliário é um dos mais valorizados do Brasil, com bairros como Pinheiros, Itaim Bibi, Vila Olímpia e Brooklin Novo figurando entre os metros quadrados mais caros da cidade, superando R$ 13 mil em média, e liderando o segmento de médio e alto padrão. A região é marcada por lançamentos residenciais de luxo, edifícios inteligentes e condomínios com infraestrutura completa, atraindo executivos, investidores e expatriados.
O turismo de negócios é forte, impulsionado por hotéis, centros de eventos e a proximidade com o Aeroporto de Congonhas. Também se destaca pelo comércio sofisticado, com shoppings como Iguatemi, Eldorado e JK Iguatemi, além de galerias, lojas de grife e centros gastronômicos renomados. Restaurantes premiados, bares, cafeterias e casas noturnas fazem da região um polo de entretenimento e gastronomia, atraindo moradores e visitantes de toda a cidade.
A vitalidade econômica é reforçada pela presença de centros comerciais importantes, como a região da Faria Lima, considerada o “Vale do Silício brasileiro”, e pela constante valorização imobiliária, que mantém a região entre as mais desejadas e caras de São Paulo.

### Turismo
O turismo na região oeste de São Paulo é marcado por uma grande diversidade de atrações culturais, gastronômicas, comerciais e de lazer, atraindo visitantes nacionais e internacionais ao longo do ano. Bairros como Jardins, Pinheiros, Vila Madalena, Itaim Bibi e Vila Olímpia concentram hotéis de alto padrão, restaurantes premiados, bares, galerias de arte, centros culturais e vida noturna vibrante. A região também se destaca pela presença de importantes shoppings centers, como Iguatemi, JK Iguatemi, Cidade Jardim e Villa Lobos, que oferecem experiências de compras sofisticadas e eventos exclusivos. Ruas como Oscar Freire, Augusta e Avenida Europa são reconhecidas por seu comércio de luxo, galerias e cafés. Além disso, a proximidade com parques como o Ibirapuera e o Villa-Lobos proporciona opções de lazer ao ar livre, esportes e contato com a natureza, consolidando a zona oeste como um dos principais destinos turísticos da cidade de São Paulo.

### Comércio e gastronomia
A região oeste de São Paulo é reconhecida por sua forte vocação comercial e gastronômica, abrigando alguns dos mais sofisticados shoppings centers e ruas de comércio do país. Entre os principais centros de compras estão o Shopping Iguatemi São Paulo, referência em luxo e sofisticação com grifes internacionais e restaurantes renomados; o JK Iguatemi, na Vila Olímpia, que reúne marcas como Balenciaga, Dolce & Gabbana e Apple, além de uma gastronomia diferenciada; e o Shopping Cidade Jardim, conhecido pelo ambiente a céu aberto, jardins exuberantes e lojas de alto padrão como Hermès, Cartier e Rolex, além de restaurantes como Adega Santiago e Parigi. Outros destaques são o Jardim Pamplona Shopping, com rooftop e praça de alimentação variada, o Shopping Villa Lobos, no Alto de Pinheiros, e o Shopping Eldorado, ambos com ampla oferta de lojas, lazer e gastronomia.
No comércio de rua, a Rua Oscar Freire é símbolo de sofisticação, concentrando boutiques de luxo nacionais e internacionais, cafés e galerias, sendo considerada a “Quinta Avenida brasileira”. A Avenida Europa destaca-se pelas lojas de automóveis de luxo e galerias de arte. Outras vias importantes são a Rua Augusta, com lojas alternativas, brechós e vida noturna vibrante, e a Rua Pamplona, que reúne comércio variado e acesso ao Jardim Pamplona Shopping. A região dos Jardins oferece ainda uma das cenas gastronômicas mais ricas da cidade, com restaurantes premiados, bistrôs, cafeterias e bares sofisticados, tornando-se um polo de lazer e experiências culinárias. Assim, a zona oeste paulistana se consolida como um dos principais destinos para compras e gastronomia de alto padrão no Brasil.

### Centros financeiros
Os principais centros financeiros da zona oeste de São Paulo concentram-se ao longo de avenidas como Avenida Brigadeiro Faria Lima, Avenida Engenheiro Luís Carlos Berrini, Avenida Presidente Juscelino Kubitschek, Avenida das Nações Unidas, além dos bairros Vila Olímpia e Itaim Bibi. A Avenida Faria Lima é considerada o principal centro financeiro do Brasil, abrigando sedes de bancos, fundos de investimento, startups e empresas de tecnologia, e sendo conhecida como o "Vale do Silício brasileiro". O setor financeiro domina 44% dos escritórios de alto padrão na região, seguido por empresas de tecnologia e indústrias. O valor do aluguel corporativo na Faria Lima é um dos mais altos da cidade, com média de R$ 216,62 por metro quadrado, e a região é marcada por edifícios modernos, restaurantes, cafés e intensa vida executiva.
A Avenida Engenheiro Luís Carlos Berrini e a Avenida Chucri Zaidan formam outro polo importante, com forte presença de empresas de tecnologia, multinacionais e indústrias, além de modernos edifícios corporativos e fácil acesso à Marginal Pinheiros. A região da Berrini, próxima ao Brooklin, Itaim Bibi e Vila Olímpia, destaca-se pela arquitetura contemporânea e por abrigar o Centro Empresarial Nações Unidas, além de shoppings, hotéis e restaurantes.
A Avenida Presidente Juscelino Kubitschek (Avenida JK) conecta a Faria Lima à Berrini e é marcada por edifícios de alto padrão, hotéis de luxo e centros empresariais, sendo também um eixo de valorização imobiliária. Já a Avenida das Nações Unidas, que corresponde à Marginal Pinheiros, abriga sedes de grandes empresas nacionais e multinacionais, como Nestlé, LinkedIn e Boehringer Ingelheim, formando um corredor estratégico para negócios e logística na cidade.
Os bairros Vila Olímpia e Itaim Bibi complementam esse ecossistema financeiro, reunindo escritórios de grandes empresas, coworkings, centros de inovação, restaurantes e vida noturna agitada. O Itaim Bibi, por exemplo, possui o metro quadrado corporativo mais caro da cidade, com média de R$ 229,78 por mês, e baixa taxa de vacância, refletindo a alta demanda por espaços de alto padrão. Essas regiões consolidam a zona oeste como o principal polo financeiro e empresarial do Brasil, atraindo empresas de diversos setores e profissionais de alta renda.

### Mercado imobiliário
O mercado imobiliário de luxo na cidade de São Paulo é um dos mais dinâmicos e valorizados do Brasil, com destaque para bairros e distritos da Zona Oeste paulistana, como Jardim Europa, Jardim Paulistano, Pinheiros, Alto de Pinheiros e Itaim Bibi. O Jardim Europa lidera o ranking dos bairros mais caros da cidade, com preço médio de R$ 21.060,89 por metro quadrado em 2024, seguido por Vila Nova Conceição, Vila Olímpia, Itaim Bibi e Jardim América, todos com valores acima de R$ 12.000 por metro quadrado. Esses bairros se destacam por infraestrutura sofisticada, ruas arborizadas, proximidade a parques como o Parque Ibirapuera, comércio de luxo, escolas renomadas e segurança, além de abrigarem mansões, edifícios de alto padrão e condomínios exclusivos.
Na zona oeste, Pinheiros é considerado atualmente o bairro mais desejado e badalado, com vida cultural intensa, gastronomia variada, galerias de arte e fácil acesso a transporte público, além de ter o metro quadrado avaliado em R$ 13.846 em 2024. 
O Alto de Pinheiros, vizinho a Pinheiros, é reconhecido pela qualidade de vida, áreas verdes e perfil residencial, com imóveis de alto padrão e infraestrutura completa, atingindo R$ 10.848,19 por metro quadrado. O Itaim Bibi, na divisa da zona oeste com a zona sul, é um dos bairros mais sofisticados e agitados, com vida noturna intensa, centros empresariais, restaurantes e shoppings, e valor médio de R$ 12.966,48 por metro quadrado.
A região dos Jardins — composta por Jardim América, Jardim Europa, Jardim Paulista e Jardim Paulistano — é referência em exclusividade, com ruas planejadas, mansões históricas, museus, consulados e comércio de grife, além de ser tombada como patrimônio histórico e cultural da cidade. O bairro Morumbi, embora mais afastado do centro, também figura entre os mais valorizados, com condomínios de luxo, consulados, hotéis sofisticados e fácil acesso à Marginal Pinheiros.
A valorização desses bairros é explicada pela combinação de localização privilegiada, infraestrutura completa, segurança, oferta de serviços de alto padrão, proximidade a centros de negócios e lazer, além da escassez de terrenos disponíveis e alta demanda por imóveis de luxo. Esses fatores tornam a zona oeste paulistana e seus bairros nobres referência no mercado imobiliário de luxo, atraindo famílias, profissionais e investidores que buscam exclusividade, conforto e sofisticação.

### Infraestrutura urbana
A infraestrutura urbana dos distritos da zona oeste de São Paulo apresenta grande diversidade, podendo ser agrupada conforme características socioeconômicas, padrão construtivo e oferta de serviços públicos. Os distritos de Pinheiros, Jardim Paulista, Itaim Bibi, Alto de Pinheiros e Vila Leopoldina compõem o grupo de maior desenvolvimento urbano, com infraestrutura moderna, ruas bem pavimentadas, saneamento básico universalizado, ampla oferta de transporte público, ciclovias, parques urbanos, hospitais, escolas e centros culturais. Essas áreas concentram edifícios residenciais e comerciais de alto padrão, além de centros financeiros e polos gastronômicos.
O grupo intermediário inclui distritos como Perdizes, Lapa, Butantã e Jaguaré, que apresentam boa infraestrutura urbana, com acesso a transporte público, equipamentos de saúde e educação, comércio diversificado e áreas verdes, mas ainda convivem com bolsões de vulnerabilidade social e desafios de mobilidade em algumas regiões. Nesses distritos, observa-se a presença de universidades, hospitais de referência e importantes vias arteriais, além de bairros residenciais tradicionais e áreas de comércio popular.
Por fim, distritos como Rio Pequeno e parte do Jaguaré representam áreas com infraestrutura urbana menos desenvolvida, onde há maior incidência de moradias precárias, ocupações irregulares, carência de saneamento, iluminação pública e equipamentos públicos, além de dificuldades de mobilidade e acesso a serviços essenciais. Nessas regiões, o poder público tem investido em programas de urbanização, regularização fundiária e ampliação da rede de serviços, buscando reduzir as desigualdades e promover a inclusão social.

### Educação
A zona oeste de São Paulo é referência em educação, abrigando algumas das principais universidades, escolas particulares e públicas, creches e centros de ensino do país. No ensino básico, a zona oeste reúne algumas das melhores escolas particulares do Brasil, como St. Nicholas School (Pinheiros), Avenues São Paulo (Jardim Panorama), Beacon School (Vila Leopoldina), Colégio Visconde de Porto Seguro (Morumbi e Panamby), Colégio Miguel de Cervantes, Colégio Santa Cruz, Colégio Rainha da Paz (Vila Madalena), Colégio Franciscano Pio XII, Colégio Sagrado Coração de Jesus (Perdizes) e Scuola Italiana Eugenio Montale. A região também conta com uma ampla rede de escolas públicas estaduais e municipais, além de creches e pré-escolas, atendendo à demanda da população local. Segundo dados da Prefeitura, a oferta de vagas em creches e escolas de ensino fundamental e médio é uma das maiores da cidade, embora ainda existam desafios em áreas mais vulneráveis.
O maior destaque da região é a Cidade Universitária Armando de Salles Oliveira, sede da Universidade de São Paulo (USP), localizada no Butantã, que reúne faculdades, institutos de pesquisa e museus, sendo referência em ensino superior e pesquisa científica no Brasil. Além da USP, abriga a Pontifícia Universidade Católica de São Paulo (PUC-SP), em Perdizes, e outras instituições de ensino superior, além de unidades do Senac, Fatec e escolas técnicas.
O maior destaque é a Universidade de São Paulo (USP), cujo campus Cidade Universitária, no Butantã, é o maior da América Latina e concentra faculdades de excelência em diversas áreas do conhecimento, como Medicina, Engenharia, Direito, Letras e Ciências Humanas. A região também conta com instituições renomadas como a Pontifícia Universidade Católica de São Paulo (PUC-SP), no bairro de Perdizes, e a Fundação Armando Álvares Penteado (FAAP), referência em artes, comunicação e engenharia. Outras faculdades importantes são a Universidade Presbiteriana Mackenzie, a Fundação Getúlio Vargas (FGV), a Escola Superior de Propaganda e Marketing (ESPM) e a Universidade Cidade de São Paulo (UNICID), que oferece cursos de graduação e pós-graduação, inclusive na área de Medicina, com campus na cidade.
A infraestrutura educacional da zona oeste é complementada por centros de educação infantil, escolas técnicas, unidades do Sesi e Senai, além de bibliotecas, museus universitários e centros de pesquisa, como o Instituto Butantan, referência internacional em ciência e saúde. A região apresenta altos índices de alfabetização e escolarização, refletindo o padrão elevado de ensino e a diversidade de opções para todas as faixas etárias e perfis socioeconômicos.

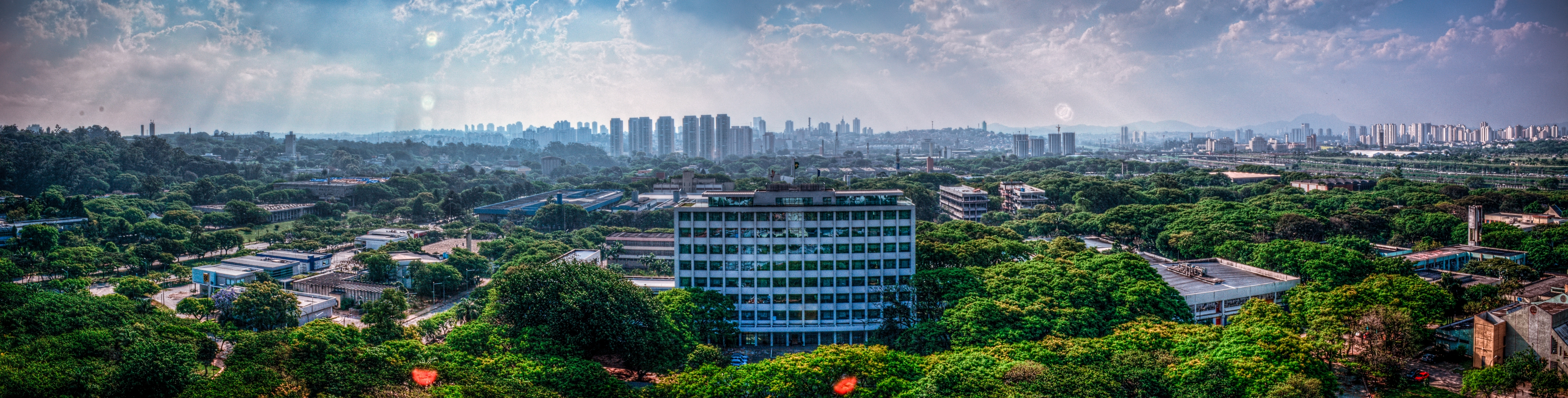
Foto panorâmica da Cidade Universitária USP

### Urbanismo
O urbanismo da zona oeste de São Paulo é fortemente marcado pelo padrão “garden city” (cidade-jardim), implementado pela Companhia City of São Paulo Improvements and Freehold Land Co. Ltda no início do século XX, especialmente nos bairros conhecidos como Jardins: Jardim América, Jardim Europa, Jardim Paulista e Jardim Paulistano. Inspirado no conceito criado pelo urbanista inglês Ebenezer Howard, o modelo buscava integrar áreas residenciais de baixa densidade, ruas sinuosas, grandes lotes, recuos ajardinados e abundância de áreas verdes, promovendo qualidade de vida, contato com a natureza e equilíbrio entre espaço público e privado. O projeto foi conduzido pelo arquiteto inglês Barry Parker, que trouxe para São Paulo a ideia de bairros planejados com infraestrutura completa, arborização intensa e regras rígidas de uso e ocupação do solo, o que garantiu a preservação do traçado original e a manutenção do caráter residencial e sofisticado dessas áreas até hoje.
Esse padrão urbanístico inovador foi replicado em outros bairros da zona oeste, como Cidade Jardim, Alto de Pinheiros e Pacaembu, consolidando a região como referência em planejamento urbano, sustentabilidade e valorização imobiliária. Os Jardins destacam-se por sua infraestrutura de excelência, ruas arborizadas, baixa verticalização, presença de museus, clubes, escolas e comércio de alto padrão, além de serem considerados uma “reserva ambiental” da cidade, com equilíbrio entre áreas construídas e vegetação. O sucesso do modelo garden city da Companhia City influenciou o desenvolvimento urbano paulistano e permanece como símbolo de qualidade de vida e urbanismo sustentável.

### Déficit habitacional
O déficit habitacional nos distritos mais vulneráveis da zona oeste de São Paulo, como Rio Pequeno, Jaguaré, Jardim Boa Vista, Jardim D’Abril e parte do Butantã, evidencia a desigualdade urbana da região. Nessas áreas, a presença de favelas, ocupações irregulares e moradias precárias é significativa, afetando principalmente famílias de baixa renda que enfrentam altos custos de aluguel e dificuldades de acesso à infraestrutura urbana adequada. Segundo dados da prefeitura, o déficit habitacional na cidade de São Paulo é de cerca de 400 mil moradias, sendo que a maior parte dessa demanda está concentrada em famílias com renda de até cinco salários mínimos, o que inclui muitos moradores desses distritos da zona oeste. O poder público tem buscado reduzir o déficit com programas habitacionais e urbanização de favelas, mas a demanda ainda supera a oferta, e a escassez de terrenos disponíveis dificulta novas construções nessas regiões.

### Saúde
A zona oeste de São Paulo possui uma das redes de saúde mais completas da cidade, com destaque para hospitais de referência, faculdades de medicina, Unidades Básicas de Saúde (UBS), Assistências Médicas Ambulatoriais (AMA) e Centros de Atenção Psicossocial (CAPS). Entre os principais hospitais da região estão o Hospital das Clínicas da Faculdade de Medicina da USP, considerado o maior complexo hospitalar da América Latina e referência em alta complexidade, ensino e pesquisa, e o Hospital Universitário da USP, que também integra atividades de assistência, ensino e extensão universitária. Outras instituições importantes incluem o Hospital São Camilo (Pompeia), Hospital Sorocabana (Lapa) e hospitais privados de grande porte.
No ensino superior, a região abriga a Faculdade de Medicina da USP, reconhecida nacional e internacionalmente, além de outras instituições como a Universidade Cidade de São Paulo (UNICID), que oferece curso de medicina em campus na cidade, e faculdades próximas como a Universidade Santo Amaro (UNISA) e a Universidade São Francisco (USF), que também contribuem para a formação de profissionais da saúde.
A atenção primária é garantida por uma ampla rede de UBS, como as UBS Jardim Paulista, UBS Lapa, UBS Butantã, UBS Vila Madalena e UBS Jaguaré, que oferecem consultas, vacinação, acompanhamento de doenças crônicas e programas de saúde da família. As AMAs complementam o atendimento com serviços de urgência e emergência de baixa e média complexidade, funcionando em horários estendidos e facilitando o acesso da população.
Na área de saúde mental, a zona oeste conta com diversos CAPS, como o CAPS Butantã, CAPS Lapa e CAPS Pinheiros, que oferecem atendimento multiprofissional para pessoas em sofrimento psíquico ou dependência química, promovendo acolhimento, tratamento e reinserção social. Esses equipamentos, aliados à presença de faculdades de medicina e hospitais universitários, fazem da zona oeste um polo de excelência em saúde pública e privada na cidade de São Paulo.

### Transportes
A região é marcada por uma infraestrutura de transporte diversificada, que integra rodovias, avenidas, ferrovias e sistemas de transporte público coletivo. No modal rodoviário, destacam-se vias estruturais como a Marginal Pinheiros, que percorre toda a região e conecta importantes bairros e distritos, além de artérias como a Avenida Rebouças, Avenida Francisco Morato, Avenida Eliseu de Almeida, Avenida Faria Lima, Avenida Sumaré e Avenida Professor Fonseca Rodrigues. A Rodovia Raposo Tavares, fundamental para o acesso ao interior do estado, corta o distrito homônimo e impulsionou o crescimento urbano e logístico da região.
No transporte ferroviário, é atendida pelas linhas 8-Diamante e 9-Esmeralda da ViaMobilidade, que percorrem bairros como Lapa, Barra Funda, Pinheiros, Jaguaré e Vila Leopoldina, conectando a região ao centro da cidade e a municípios vizinhos. A Estação Barra Funda é um dos principais terminais intermodais da capital, integrando trens, metrô (Linha 3-Vermelha), ônibus urbanos, intermunicipais e rodoviários, além de ser ponto de conexão com o Terminal Rodoviário da Barra Funda, que oferece viagens para diversas cidades do interior e outros estados.
O transporte coletivo urbano é reforçado pela presença de corredores de ônibus, como o da Avenida Rebouças e o da Avenida Francisco Morato, e pela expansão do metrô, especialmente com a Linha 4-Amarela, que liga a Estação Luz (integrada com a Estação da Luz de trens) à Vila Sônia - Profª Elisabeth Tenreiro, passando por estações estratégicas como Paulista - Pernambucanas, Pinheiros e Butantã. A integração entre ônibus, metrô e trens facilita o deslocamento dos moradores e trabalhadores da região, tornando a Zona Oeste um dos principais polos de mobilidade urbana da cidade de São Paulo.
Abriga hoje estações em 3 linhas do Metrô:
- Linha 2 - Verde (Vila Madalena, Sumaré, Clínicas, Consolação e Trianon-Masp)
- Linha 3 - Vermelha (Palmeiras-Barra Funda)
- Linha 4 - Amarela (Vila Sônia - Profª. Elisabeth Tenreiro, São Paulo-Morumbi, Butantã, Pinheiros, Faria Lima, Fradique Coutinho, Oscar Freire e Paulista)

Ela possui também estações em três linhas de trem da CPTM (Linhas 7, 11 e 13) e duas da ViaMobilidade (Linhas 8 e 9)
- Linha 7 - Rubi  (Lapa, Água Branca e Palmeiras-Barra Funda)
- Linha 8 - Diamante (Palmeiras-Barra Funda, Lapa - Senac, Domingos de Moraes e Imperatriz Leopoldina)
- Linha 9 - Esmeralda (Ceasa, Villa Lobos-Jaguaré, Cidade Universitária, Pinheiros, Hebraica-Rebouças, Cidade Jardim, Vila Olímpia e Berrini).
- Linha 11 - Coral (Palmeiras - Barra Funda)
- Linha 13 - Jade por meio do serviço Expresso Aeroporto (Palmeiras - Barra Funda)

Há também dezenas de linhas de ônibus e lotações para todas as demais regiões do município. 
As principais vias de acesso para a Zona Oeste de SP são a Marginal Pinheiros, avenida Rebouças, avenida Francisco Morato, avenida Faria Lima, avenida Doutor Arnaldo, avenida Heitor Penteado, e avenida Francisco Matarazzo.

## Cultura
É um dos principais polos culturais da cidade, reunindo patrimônio histórico, museus, centros culturais, eventos, música, mídia e esportes. A região abriga bens tombados como a Casa do Bandeirante, a Casa do Sertanista, a Casa de Vidro de Lina Bo Bardi e o conjunto arquitetônico do Instituto Butantan, além de igrejas históricas e vilas operárias da Lapa e Barra Funda. Museus de destaque incluem o Museu da Casa Brasileira, Museu da Imagem e do Som, Museu do Relógio, Museu de Arqueologia e Etnologia da USP, Museu de Microbiologia do Instituto Butantan e o Memorial da América Latina, projetado por Oscar Niemeyer, que é palco de grandes eventos culturais e feiras internacionais.
Destaca-se ainda por abrigar importantes equipamentos esportivos, científicos e culturais, além de bairros históricos e industriais. Na Barra Funda, localizam-se o Allianz Parque, estádio do Palmeiras, e o moderno Centro de Treinamento do clube, conhecido como Academia de Futebol, referência em infraestrutura esportiva na América Latina. Próximo dali está o Centro de Treinamento Frederico Antônio Germano Menzen, do São Paulo FC, inaugurado em 1988 e considerado um dos mais completos do país, utilizado inclusive por seleções internacionais. A Barra Funda também abriga os estúdios da RecordTV, o Memorial da América Latina, o Terminal Intermodal Barra Funda e a sede da TV Cultura, além de ser um importante polo de transporte público e de administração regional. O Instituto Butantan, referência mundial em pesquisa biomédica e produção de vacinas, está situado no bairro do Butantã, próximo à Cidade Universitária da USP, que concentra diversas faculdades, centros de pesquisa e museus, formando um dos maiores complexos universitários do Brasil.

### Bens tombados
Entre os bens tombados mais relevantes da zona oeste de São Paulo destacam-se a Casa do Sertanista, localizada no bairro do Caxingui, representativa das moradias rurais do século XVII e atualmente transformada em museu; o Mirante do Jaguaré, também conhecido como Torre do Relógio, símbolo do bairro do Jaguaré e tombado pelo Conpresp em 2002; e o Instituto Butantan, referência internacional em pesquisa biomédica e patrimônio tombado pelo Condephaat, situado no Butantã. Outros destaques são o bairro Jardim Europa, com diversas residências e áreas tombadas pelo valor arquitetônico e urbanístico, e o Estádio do Pacaembu, importante marco esportivo e cultural da cidade. Esses bens são protegidos por órgãos como Conpresp e Condephaat, garantindo a preservação da memória e da identidade da região.

### Música
A zona oeste de São Paulo é reconhecida como um dos grandes polos da música e da vida noturna do Brasil, sendo frequentemente chamada de “Liverpool brasileira” devido à efervescência cultural e à quantidade de casas de shows, baladas e bares que marcaram gerações e revelaram artistas de destaque nacional. Bairros como Pinheiros, Vila Madalena, Barra Funda, Vila Olímpia e Itaim Bibi concentram casas noturnas históricas, clubes de música ao vivo e espaços alternativos que abrangem do rock ao samba, do eletrônico ao sertanejo universitário. 
A música tem forte presença, com a região de Pompeia sendo berço da banda Rita Lee & Tutti Frutti, além de abrigar espaços como o Sesc Pompeia, referência em shows, teatro e exposições. A Barra Funda é tradicionalmente ligada ao samba paulista, com a escola de samba Camisa Verde e Branco e o histórico Grupo Carnavalesco Barra Funda. 
A Vila Madalena destaca-se como polo de arte urbana, grafite e festivais de música alternativa.
Entre as casas de shows e baladas mais emblemáticas da região estão o Bourbon Street Music Club, referência em jazz, blues e soul; o Audio Club, na Barra Funda, que recebe grandes shows nacionais e internacionais; e o D-Edge, considerado um dos clubes de música eletrônica mais sofisticados do mundo, com programação de DJs renomados e atmosfera futurista. A Vila Madalena é famosa por seus bares de samba, rodas de choro e espaços alternativos, enquanto a Rua Augusta e a região de Pinheiros reúnem casas como Selva, Open Bar Club e Avenue Club, que oferecem festas temáticas, funk, pop e música eletrônica.
A cena sertaneja também tem forte presença, com casas como Villa Country, na Água Branca, e Vila JK, na Vila Olímpia, que recebem grandes nomes do gênero e público de todo o Brasil. Para quem busca experiências mais exclusivas, clubes como Club Athletico Paulistano e Society Harmonia de Tênis promovem eventos fechados e festas tradicionais. Além disso, a região foi palco de lendárias casas noturnas como Aeroanta, Gallery e Rose Bom Bom, que marcaram a história da música paulistana nas décadas de 1980 e 1990.
A diversidade musical da zona oeste é refletida também em bares com música ao vivo, festas itinerantes, festivais e espaços culturais que promovem desde o samba rock até o indie, consolidando a região como um dos principais destinos para quem busca entretenimento, cultura e inovação musical em São Paulo.

### Mídia
Na mídia, foi palco de marcos históricos da televisão e da imprensa brasileira. A região abrigou a pioneira TV Tupi, primeira emissora do país, inaugurada em 1950 na Água Branca, e também a TV Excelsior, que funcionou na Vila Leopoldina e inovou em formatos de programação até seu fechamento nos anos 1970. A Barra Funda tornou-se referência com a instalação da TV Cultura, emissora pública voltada à educação e cultura, e também abriga os estúdios da RecordTV, cuja torre de transmissão é um dos marcos visuais da região e foi recentemente iluminada em celebração aos 70 anos da emissora. O Morumbi abriga a sede da Band, enquanto o Brooklin Novo é endereço da TV Globo São Paulo, um dos principais polos de produção televisiva do país, com sua torre de transmissão digital entre as mais altas da cidade.
Além das TVs, concentrou importantes rádios, como Jovem Pan e Bandeirantes , e foi sede da Editora Abril, um dos maiores grupos editoriais do Brasil, localizada na Marginal Pinheiros. As torres de transmissão, visíveis no horizonte da região, simbolizam a centralidade da Zona Oeste para a comunicação nacional, reunindo emissoras, produtoras independentes e veículos impressos que ajudaram a consolidar a região como polo de inovação e cultura midiática.

### Esportes
A zona oeste de São Paulo é um importante polo esportivo, abrigando clubes de elite, centros esportivos públicos, estádios e times tradicionais, além de oferecer uma ampla variedade de modalidades para diferentes perfis de praticantes. O Esporte Clube Pinheiros, localizado no Jardim Europa, é o maior clube poliesportivo da América Latina, com mais de 38 mil associados e tradição olímpica, oferecendo esportes como atletismo, natação, basquete, judô, tênis, ginástica artística, esgrima, polo aquático, entre outros, e já conquistou 13 medalhas olímpicas ao longo de sua história.
Outros clubes de destaque na região incluem o Club Athletico Paulistano, referência em esportes como basquete, tênis, natação e futebol, e a Sociedade Harmonia de Tênis, tradicional no tênis e esportes de raquete, ambos localizados nos Jardins e conhecidos pela exclusividade e infraestrutura de alto padrão. O Clube Hebraica, no Jardim Paulistano, é outro centro esportivo e social relevante, com infraestrutura para tênis, natação, futebol, basquete e eventos culturais. O Clube Paineiras do Morumby, no Morumbi, oferece modalidades como natação, tênis, futebol, ginástica e atletismo, além de áreas de lazer e convivência.
No futebol, a zona oeste abriga o Estádio Morumbis, casa do São Paulo Futebol Clube, um dos maiores times do Brasil, e o Allianz Parque, sede da Sociedade Esportiva Palmeiras, ambos palcos de grandes jogos, shows e eventos esportivos. A região também conta com centros esportivos municipais, como o Centro Esportivo Pelezão (Lapa), Centro Esportivo Edson Arantes do Nascimento (Perdizes) e Centro Esportivo Butantã, que oferecem atividades gratuitas como futebol, vôlei, basquete, ginástica, natação, atletismo e esportes radicais para todas as idades.
Além dos clubes e estádios, a zona oeste é sede de equipes de destaque em esportes olímpicos, como vôlei, basquete, handebol e natação, com atletas que frequentemente representam o Brasil em competições internacionais. A diversidade de opções, a qualidade das instalações e a tradição esportiva fazem da região um dos principais centros de prática e desenvolvimento esportivo do país.